# جيل (فيزياء الجسيمات)

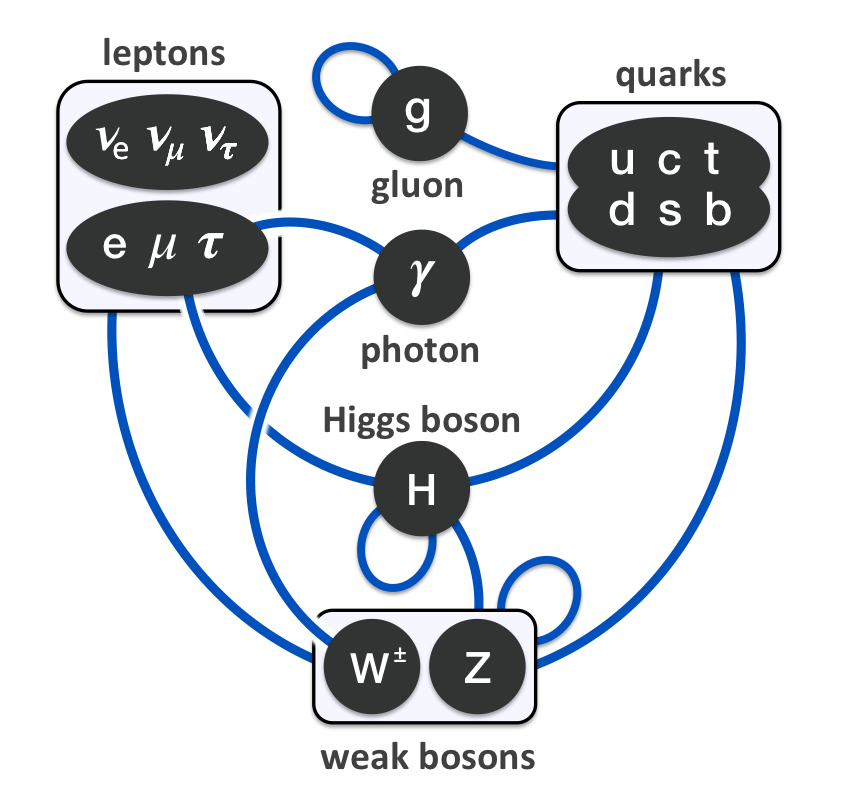

الجيل أو العائلة في فيزياء الجسيمات هو تقسيم للجسيمات الأولية. تختلف جسيمات الأجيال حسب الكتلة. فجميع التآثرات الأساسية والأعداد الكمية تكون متماثلة. يوجد هناك ثلاث أجيال حسب النموذج العياري لفيزياء الجسيمات.
ينقسم كل جيل إلى اثنان ليبتون واثنان كوارك. فاللبتونات قد تصنف إلى لبتون به شحنة كهربائية -1 (شبيه الكترون) ولبتون محايد (neutrino); أما الكواركات فتصنف إلى كوارك بشحنة −1⁄3 (النموذج السفلي) وبشحنة +2⁄3 (العلوي)
|                  | الجيل الأول     | الجيل الثاني  | الجيل الثالث |
| ليبتون           | الكترون         | ميون          | تاوون        |
| نيترينو          | الكترون نيترينو | ميوون نيترينو | تاو نيترينو  |
| كوارك نموذج سفلي | كوارك سفلي      | كوارك غريب    | كوارك قعري   |
| كوارك نموذج علوي | كوارك علوي      | كوارك ساحر    | كوارك قمي    |

كل عنصر من الجيل الأعلى له كتلة أعلى من كتلة مثيله من الجسيم في الجيل الأدنى. فمثلا كتلة جسيم الإلكترون في الجيل الأول تساوي 0.511 MeV/c2، بينما الميون في الجيل الثاني فكتلته 106 MeV/c2، أما التاو الموجود بالجيل الثالث فكتلته 1777 MeV/c2 (ضعف كتلة البروتون).
تتكون جميع جسيمات الذرات العادية من الجيل الأول. حيث الكترونات تحيط بنواة مكونة من بروتونات ونيوترونات، وتحتوي على كواركات علوية وسفلية. أما الجيلين الثاني والثالث من الجسيمات المشحونة فهي لا تحدث في المادة العادية بل أنها ترى فقط في البيئات ذات الطاقة العالية جدا. أما النيترينو الموجودة في جميع الأجيال فهي تتدفق خلال فضاء الكون الفسيح ولكنها نادرا ما تتفاعل مع المادة العادية.
من المتأمل أن يكون الفهم الشامل للعلاقة ما بين أجيال اللبتونات قد يفسر بالنهاية العلاقة ما بين كتل الجسيمات الأولية، ويسلط المزيد من الضوء بشكل عام على طبيعة الكتلة، من المنظور الكمي.

## احتمال وجود جيل رابع
استبعد وجود جيل رابع أو فما فوق في النموذج العياري وذلك خلال الاعتبارات ا لنظرية. فبعض البراهين التي ضد احتمالية وجود جيل رابع قد استندت إلى تعديلات متقنة لملاحظات كهربية ضعيفة بالغة الدقة كانت ستعمل على إحداث جيل رابع; تلك التعديلات كانت مرغوبة جدا بواسطة المقاييس. بالإضافة إلى أن الجيل الرابع استبعد مع النيترونو الخفيف (الذي كتلته أقل من 45 GeV/c2) بواسطة قياس نطاقات بوزون Z و W (سيرن وليب). مع ذلك لا تزال الأبحاث في المعجلات عالية الطاقة للجسيمات من الجيل الرابع مستمرة، ولكن إلى الآن لا وجود أي دلائل تم كشفها. وفي هذه الأبحاث، فإن جسيمات الجيل الرابع قد تم ترميزها برموز على أنها جسيمات الجيل الثالث مع إضافة مقدمة لها (مثل b′ وt′).